# Czuły narrator
Czuły narrator – zbiór esejów Olgi Tokarczuk wydany w 2020 roku nakładem Wydawnictwa Literackiego.

## Opis
Czuły narrator jest pierwszą publikacją książkową Tokarczuk po zdobyciu Nagrody Nobla w dziedzinie literatury. Na zbiór składa się dwanaście esejów i wykładów. Tytuł został zaczerpnięty z mowy noblowskiej, która także znajduje się w zbiorze. Tokarczuk przedstawia w niej koncepcję „czułego narratora”, którego nazywa „czwartoosobowym”, jako punkt wyjścia w definicji podając narratora Księgi Rodzaju. Jego wszechwiedza pozwala na dostrzeżenie powiązań elementów świata w jedną całość, choć inni mogą ich jeszcze nie widzieć. Analiza kwestii związanych z czułym narratorem pojawia się także w innych esejach w zbiorze.
Esejem otwierającym publikację jest Ognozja, w której narrator nawołuje do tworzenia nowych pojęć, które pomogą odzwierciedlić zmiany na świecie. W kolejnych tekstach pojawiają się różnorodne tematy, takie jak podróże, stosunek ludzi do zwierząt, proces twórczy, czy siła literatury. W wykładzie Kraina Metaksy z kolei Tokarczuk zwraca uwagę na jednowymiarowy literalizm – brak zrozumienia metafor, na których oparta jest sztuka i świat, i dosłowną, zatem powierzchowną interpretację zjawisk – jako bolączkę współczesności.
Eseje i wykłady cechuje duch tolerancji i otwartości.